# ایلیا ونلینن
ایلیا ونلینن (فنلاندی: Ilja Venäläinen؛ زادهٔ ۲۷ سپتامبر ۱۹۸۰) بازیکن فوتبال اهل فنلاند است.
از باشگاه‌هایی که در آن بازی کرده‌است می‌توان به باشگاه فوتبال کوپیون پالوسئورا و باشگاه فوتبال یارو اشاره کرد.
وی همچنین در تیم‌های ملی فوتبال زیر ۲۱ سال فنلاند و فنلاند بازی کرده‌است.